# Бурзянський район

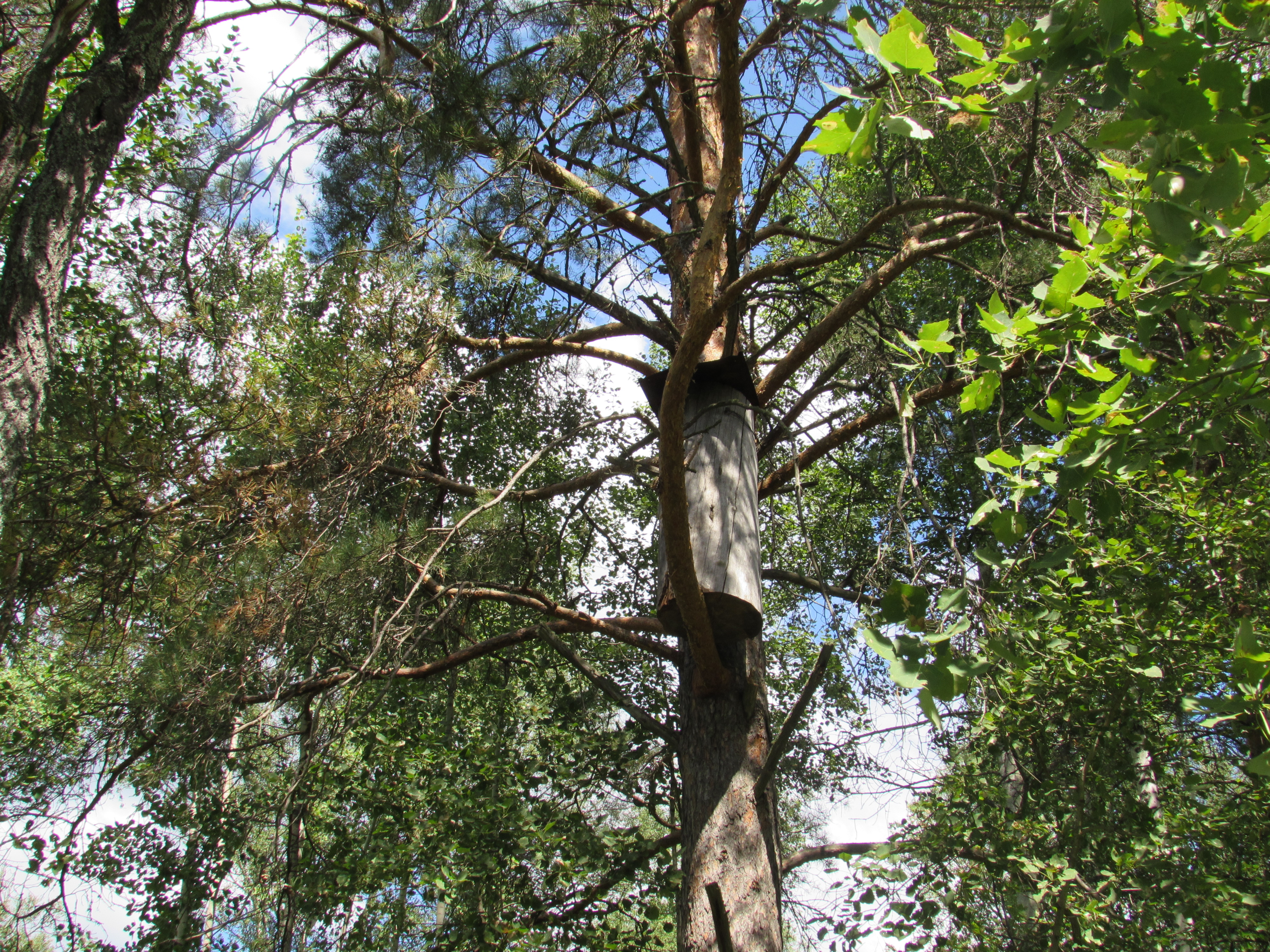
Бортництво — традиційний промисел у Бурзянському районі, що зберігся донині

Бурзя́нський район (рос. Бурзянский район, башк. Бөрйән районы) — адміністративна одиниця Республіки Башкортостан Російської Федерації.
Адміністративний центр — село Старосубхангулово.

## Населення
Населення району становить 16602 особи (2019, 16698 у 2010, 16839 у 2002).

## Адміністративно-територіальний поділ
На території району утворено 12 сільських поселень, які називаються сільськими радами:
| Поселення                          | Площа, км² | Населення, осіб (2002) | Населення, осіб (2010) | Населення, осіб (2019) | Центр             | Населені пункти |
| ---------------------------------- | ---------- | ---------------------- | ---------------------- | ---------------------- | ----------------- | --------------- |
| Аскаровська сільська рада          | -          | 1319                   | 1270                   | 1245                   | Аскарово          | 3               |
| Атіковська сільська рада           | -          | 463                    | 455                    | 456                    | Атіково           | 1               |
| Байгазінська сільська рада         | -          | 799                    | 774                    | 761                    | Байгазіно         | 2               |
| Байназаровська сільська рада       | -          | 2861                   | 2749                   | 2695                   | Байназарово       | 5               |
| Галіакберовська сільська рада      | -          | 521                    | 539                    | 504                    | Галіакберово      | 2               |
| Іргізлинська сільська рада         | -          | 833                    | 794                    | 755                    | Іргізли           | 3               |
| Кієкбаєвська сільська рада         | -          | 817                    | 821                    | 853                    | Кієкбаєво         | 4               |
| Кипчацька сільська рада            | -          | 1141                   | 1114                   | 1135                   | Абдулмамбетово    | 3               |
| Кулганінська сільська рада         | -          | 449                    | 434                    | 413                    | Кулганіно         | 2               |
| Старомунасіповська сільська рада   | -          | 1580                   | 1434                   | 1375                   | Новомунасіпово    | 3               |
| Старосубхангуловська сільська рада | -          | 5587                   | 5852                   | 5959                   | Старосубхангулово | 5               |
| Тіміровська сільська рада          | -          | 469                    | 462                    | 451                    | Тімірово          | 1               |

## Найбільші населені пункти
| №  | Населений пункт   | Населення, осіб (2002) | Населення, осіб (2010) |
| -- | ----------------- | ---------------------- | ---------------------- |
| 1  | Старосубхангулово | 4 343                  | 4 609                  |
| 2  | Байназарово       | 1 361                  | 1 313                  |
| 3  | Старомунасіпово   | 683                    | 635                    |
| 4  | Абдулмамбетово    | 652                    | 629                    |
| 5  | Новосубхангулово  | 513                    | 525                    |
| 6  | Аскарово          | 523                    | 487                    |
| 7  | Галіакберово      | 470                    | 483                    |
| 8  | Набієво           | 555                    | 472                    |
| 9  | Тімірово          | 469                    | 462                    |
| 10 | Атіково           | 390                    | 414                    |